# Aegilops tauschii
Aegilops tauschii Coss., 1849 è una pianta erbacea annuale della famiglia delle Poaceae.
L'epiteto specifico è un omaggio al botanico boemo Ignaz Friedrich Tausch (1793 – 1848).

## Biologia
È una specie diploide con genomi DD, 2n=14.
Il grano tenero (Triticum aestivum), esaploide con genomi BAD, 2n=42, è derivato dall'ibridazione introgressiva di una sottospecie coltivata di Triticum turgidum e il polline di Aegilops tauschii.

## Distribuzione e habitat
L'areale di Aegilops tauschii si estende dall'Europa orientale (Ucraina-Crimea, Caucaso), attraverso l'Asia centrale e il Subcontinente indiano, sino alla Cina.